# Siparuna stellulata
Siparuna stellulata är en tvåhjärtbladig växtart som beskrevs av Janet Russell Perkins. Siparuna stellulata ingår i släktet Siparuna och familjen Siparunaceae. Inga underarter finns listade i Catalogue of Life.